# Laemanctus serratus
El lemacto coronado (Laemanctus serratus) es una especie de lagarto de la familia Corytophanidae. Es nativo del México neotropical, Belice, y Honduras. Algunos autores lo incluyen en Guatemala. Su rango altitudinal oscila entre 0 y 1600 m s. n. m..

## Taxonomía
Se reconocen las siguientes subespecies:
- Laemanctus serratus alticoronatus Cope, 1866
- Laemanctus serratus mccoyi Pérez-Higareda & Vogt, 1985
- Laemanctus serratus serratus Cope, 1864